# Mohamed Yousef
Mohamed Yousif Khalaf Al-Hosani, noto semplicemente come Mohamed Yousef (in arabo محمد يوسف‎?; 25 maggio 1991), è un calciatore emiratino, portiere dell'Ajman.

## Carriera

### Nazionale
Con la Nazionale emiratina ha preso parte alla Coppa d'Asia 2015.